# Ulay
Ulay, pseudonimo di Frank Uwe Laysiepen (Solingen, 30 novembre 1943 – Lubiana, 2 marzo 2020), è stato un artista e fotografo tedesco, considerato una delle figure chiave della performance art degli anni settanta.

## Biografia
Nasce durante il secondo conflitto mondiale, sotto le bombe degli alleati, figlio di un gerarca nazista. Resta orfano precocemente rimanendo totalmente privo di legami familiari. Come molti suoi coetanei cresce con il senso di colpa, abbastanza diffuso tra chi ha avuto il padre nazista, e in continua tensione causata dallo smembramento del paese, diviso in due fra territori filo-occidentali (la Germania Ovest) e filo-sovietici (la Germania Est). Vive quindi in maniera conflittuale le proprie origini, tanto da arrivare alla rinuncia del nome e della nazionalità tedesca.
Alla fine degli anni sessanta l'insofferenza verso il proprio paese lo spinge ad allontanarsi, lascia la moglie e un figlio piccolo e si trasferisce ad Amsterdam, attratto dal movimento olandese Provo di ispirazione anarchica. Si iscrive alla Kölner Werkschulen di Colonia dove conosce Jürgen Klauke, artista fotografo con cui avvia una collaborazione ispirandosi ai lavori di Pierre Molinier, Hans Bellmer e Hannah Wilke. Presto Ulay inizia a provare interesse per discipline non previste nell'offerta formativa dell'università scelta, pertanto abbandona gli studi per avvicinarsi alla fotografia analogica e all'uso artistico della Polaroid. Intraprende una ricerca sulle nozioni di identità e corpo, documentando la cultura di travestiti e transessuali attraverso foto, aforismi e performance. Progressivamente l'approccio alla fotografia diventa sempre più complesso: l'espressione fotografica viene messa in stretto rapporto con la live performance come nella serie Fototot e in There is a Criminal Touch To Art, entrambe del 1976.
Lo stesso anno alla Galleria de Appel di Amsterdam conosce Marina Abramović, invitata a esibirsi per un programma televisivo dedicato alla performance; è il 30 novembre, data di nascita di entrambi. Tra i due nasce subito un'intesa artistica che sfocia in una profonda e travagliata relazione sentimentale. Realizzano insieme una serie di performances dal titolo Relation Works, una forma estrema di body art, che li porta ad esplorare i limiti della resistenza fisica e psichica.
Dopo 12 anni di amore e di sodalizio artistico, decidono di lasciarsi e di sancire la fine del loro rapporto con un'ultima performance, The Wall Walk in China: entrambi percorrono a piedi una parte della grande muraglia cinese partendo da capi opposti per incontrarsi a metà strada e dirsi addio. Seguono anni di ostilità e battaglie legali circa i diritti d'autore della produzione artistica: Ulay denuncia Marina per aver venduto autonomamente opere appartenenti ad entrambi. Nel settembre 2016 il giudice gli dà ragione e costringe Marina a versare 250.000 euro all'ex partner per violazione di un contratto firmato nel 1999, che regolamentava l'uso dei lavori realizzati insieme fra il 1976 e il 1988. Dopo la fine della relazione, Ulay concentra la propria attività sul mezzo fotografico affrontando il tema dell'emarginazione e ritornando su quello del nazionalismo.
Nel 2009 si trasferisce da Amsterdam a Lubiana; qualche mese più tardi gli viene diagnosticato un cancro. Dopo una serie di trattamenti chemioterapici che migliorano il suo stato di salute, decide di partire con una troupe per visitare i luoghi più importanti della sua vita e incontrare compagni e amici per un ultimo saluto. Da fine 2011 la telecamera lo segue per un anno intero, dall'Istituto di Oncologia di Lubiana fino a Berlino, a New York e alla Amsterdam della sua giovinezza. Ulay tratta la malattia come il più grande e più importante progetto della sua vita, un'occasione per interrogarsi sulla natura della vita, dell'amore, della storia e dell'arte, e per raccontare la propria carriera attraverso interviste, video di archivio, fotografie e riproduzioni dei suoi principali lavori. Ne scaturisce un documentario uscito nel 2013, intitolato Project Cancer, diretto da Damjan Kozole.
Durante tutta la carriera rimane fedele al proprio motto: "L'estetica senza etica è cosmetica". Preferisce lavorare senza compromessi, rigoroso e coerente, anche a costo di rimanere ai margini del mercato. Insegnava New Media Art presso l'Università di Arte e Design di Karlsruhe in Germania. Lavorava tra Amsterdam e Lubiana, città dove viveva da 10 anni.
Muore il 2 marzo 2020 all'età di 76 anni a causa di un linfoma, conseguente al tumore diagnosticatogli undici anni prima.

## Opere

### Renais sense, 1974
Uno dei primi riconoscimenti del suo talento avviene grazie a Wies Smals e Mia Visser, importanti galleristi della scena artistica di Amsterdam; per loro realizza nel 1974 la mostra Renais sense e insieme fondano la De Appel Foundation; entra così a far parte di una cerchia di artisti performativi come Alison Knowles, Gina Pane, Laurie Anderson, Vito Acconci, Jürgen Klauke.
Attraverso un processo costante di sperimentazione scopre dentro di sé una sensibilità femminile che cerca di esprimere attraverso la fotografia. Nella serie Auto Polaroid affronta il tema dell'intimità fotografandosi vestito e truccato meticolosamente; la Polaroid registra le sue esibizioni, catturando ogni singola mossa. La radicalità dell'approccio e la trasposizione fotografica di un atto performativo suscita numerose polemiche presso il pubblico. Questa serie di lavori sperimentali anticipa la sua concezione filosofica del mezzo fotografico: "La fotografia è solo uno sguardo, un dettaglio o un frammento dell'insieme, la camera oscura una finestra da cui guardare il mondo".
Alcuni lavori della stessa serie si concentrano sulla rappresentazione dell'androginia: Ulay sostiene che il raggiungimento di un'unità androgina consenta di ritrovare se stessi attraverso la fusione con la persona amata. Importante fonte di ispirazione è la relazione con Paula Françoise-Piso. Nella serie intitolata in maniera suggestiva S'He e firmata con il nome composito PA-ULA-Y, anticipa l'unione di una coppia che diventa un corpo unico, fusione che diventerà più tardi perfetta e concreta nella relazione con l'Abramović.

### Fototot, 1976
Si tratta di una serie di performances eseguite nel 1976 presso il De Appel e la Galerie Beyeler. La prima performance di questa serie prende il nome di Photo Death. L'artista indossa una tuta bianca con cappuccio e una maschera bianca per rendersi anonimo. A qualcuno del pubblico viene chiesto di mettersi di fronte ad un pezzo di lino reso fotosensibile alla luce e fissato alla parete. Ulay scatta una polaroid e la silhouette della persona viene impressa, attraverso il flash, sul materiale fotosensibile. Ottiene così un negativo e un positivo: il positivo viene proiettato sul negativo mentre l'artista si pone all'interno della proiezione. Il soggetto fotografato viene così ridotto ad una figura bianca su materiale fotografico, quindi non identificabile. Quando Ulay entra nella proiezione della foto Polaroid assume l'identità della persona fotografata. Intende così sottolineare la caducità dell'essere umano, la perdita dell'individualità dovuta alla riproduzione meccanica della figura umana.

### There is a Criminal Touch to Art, 1976
Nel 1976, dopo l'incontro con Marina Abramović, la sua arte diventa più radicale. L'ultimo lavoro che firma singolarmente è There is a Criminal Touch to Art, performance realizzata alla Neue Nationalgalerie di Berlino. L'artista ruba dalla Neue Nationalgalerie il dipinto Der arme Poet (1839) del pittore romantico Carl Spitzweg (pittore preferito di Adolf Hitler) e lo trasferisce a casa di una famiglia di immigrati turchi, in uno dei quartieri più poveri di Berlino. Fotografa il lavoro nel suo nuovo contesto, quindi chiama il direttore del museo per invitarlo a vedere la nuova esposizione dell'opera. Jörg Schmidt Reitwein filma l'intera azione. È questo un lavoro cardine all'interno della sua produzione artistica in quanto sottolinea la conflittualità con la propria origine tedesca e al contempo sposta l'attenzione verso le problematiche delle minoranze nella società tedesca del dopoguerra.

### Relation Works, 1976-1988

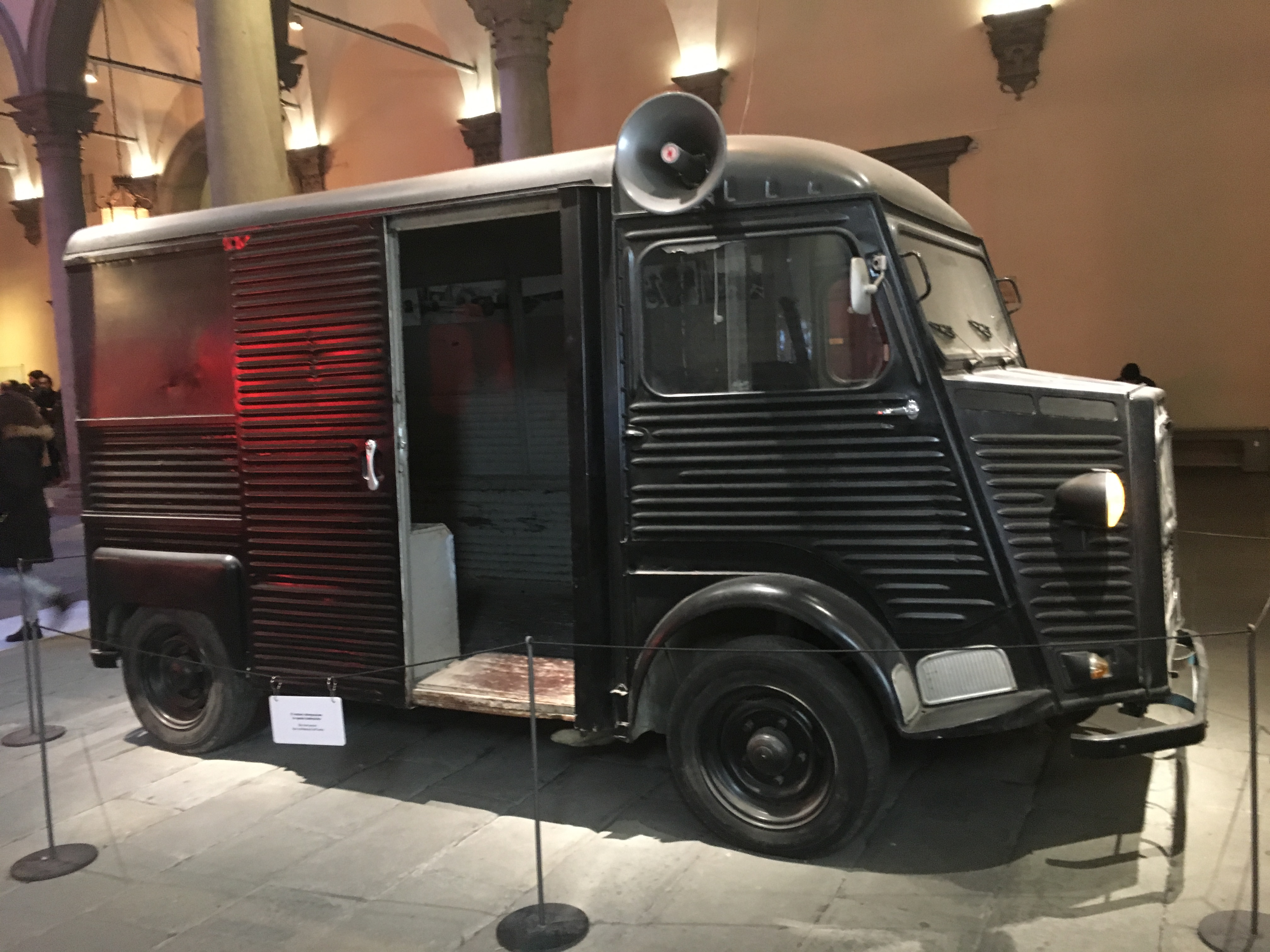
Furgone Citroën, ex cellulare della polizia, con cui Abramović e Ulay hanno girato l'Europa

Relation Works è la serie delle performances ideate e realizzate dal 1976 insieme a Marina Abramović. I due artisti indagano i limiti del corpo e della mente e il tema della relazione uomo-donna mentre viaggiano in tutta Europa, vivendo e lavorando per tre anni in un furgone. La direzione della loro pratica artistica viene descritta nel manifesto Art Vital: 
La serie di performance realizzata con l'Abramović si compone di:

(elenco parziale)
- AAA-AAA è una performance ripresa in uno studio televisivo senza pubblico a Liegi, mostra Marina e Ulay che si urlano a vicenda; inizialmente emettono un suono monotono, ma gradualmente inizia la gara a chi può urlare più forte e più a lungo. Ulay è il primo a rinunciare. È la rappresentazione del rapporto tra due amanti che, partendo da una posizione di uguaglianza, cercano di superarsi a vicenda. Ne esistono due versioni video registrate, viene infatti ripetuta un anno dopo, per essere ripresa da Louis van Gasteren ad Amsterdam, a scopo documentativo. La performance è il seguito di Freeing the Voice, in cui la Abramović da sola grida fino a diventare rauca[15].

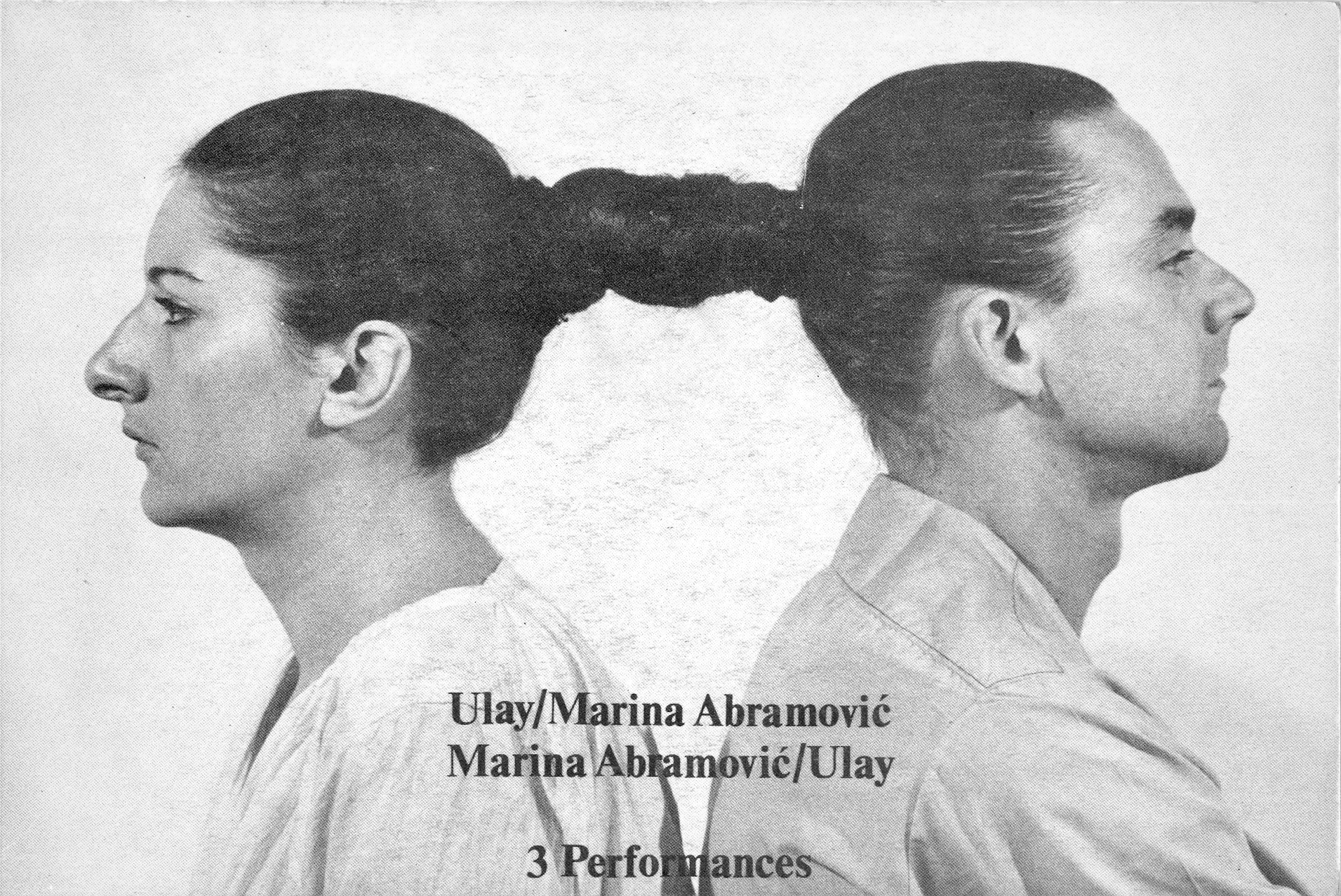
Relation in Time

- Relation in Time, si svolge presso la Galleria Studio G7 di Bologna; fa parte della serie di performance intitolata That Self, evocativa di una terza entità nata dall'interazione di energie maschili e femminili. I due artisti, seduti davanti ad un muro bianco, schiena contro schiena, sono legati tra loro per i capelli. Restano seduti da soli, in silenzio, per le prime sedici ore; i visitatori possono assistere all'ultima ora[16].
- Breathing in / Breathing out prosegue il tema della dualità. In questa performance, registrata nell'aprile 1977 a Belgrado, Ulay e Marina dipendono disperatamente l'uno dall'altro per rimanere in vita per quasi venti minuti. Collegati dalle loro bocche, condividono i loro respiri e finiscono per svenire per la mancanza di ossigeno. Questa azione si occupa metaforicamente della morte del sé che è sempre in gioco in un lavoro collaborativo[17].
- Imponderabilia, proposta alla Galleria d'arte moderna di Bologna nel giugno 1977 in occasione della Settimana Internazionale della Performance, è una delle loro performance più celebri: per entrare nel museo, circa 350 persone passano attraverso i loro corpi nudi posti l'uno di fronte all'altro, a pochi centimetri di distanza; lo spazio strettissimo (definito "porta vivente" da Marina) obbliga le persone ad entrare di traverso e a scegliere quindi se rivolgersi verso Marina o verso Ulay. Ulay così descrive il senso dell'azione: "È questo il gioco di Imponderabilia. Nel volgere di un secondo devi prendere una decisione, ancora prima di poter comprendere perché." Dopo circa un'ora dall'inizio della performance, la polizia fa irruzione e interrompe l'evento ritenuto osceno[18].
- Rest Energy, registrato nel 1980 al Filmstudio Amsterdam, fa parte della serie That Self. Ulay regge un arco mentre Marina mantiene in tensione una freccia puntata verso se stessa, verso il proprio cuore. I microfoni sui loro vestiti amplificano il battito cardiaco accelerato e la respirazione irregolare. Dopo quattro minuti e venti secondi, nel momento in cui la tensione inizia a diminuire, il video si interrompe[19].
- Nightsea Crossing Conjunction è una performance eseguita quarantanove volte tra il 1981 e il 1987 in tutto il mondo. L'ambientazione (spesso un museo, a volte un ambiente all'aperto), la data e il colore dei loro abiti variano, ma usano sempre lo stesso tavolo in mogano e le stesse due sedie. Sono seduti uno di fronte all'altro alle estremità del tavolo, con i profili verso il pubblico. La performance prevede un periodo di digiuno e silenzio prima e durante la performance vera e propria che consiste in sette ore giornaliere di concentrazione, seduti, immobili, in uno stato di tranquillità[20]. L'immobilità e il totale controllo dei loro corpi mette in evidenza come la coscienza continui a funzionare all'interno, mentre all'esterno il corpo sembra far parte dell'architettura. Secondo l'Abramović la performance è una natura morta, una "vita silenziosa", mentre per Ulay l'interesse principale è nel processo del rimanere immobile.
- Modus Vivendi si svolge per la prima volta ad Arnhem nel settembre 1985 e dura 58 minuti. Ulay e Abramović mostrano le tre posizioni fondamentali in cui gli esseri umani si trovano costantemente: sdraiati, seduti e in piedi. La quarta possibilità è muoversi o camminare. La performance si basa anche sulla "meditazione Vipaśyanā", che riguarda le quattro fasi della vita da completare, dall'infanzia alla vecchiaia. Questa è la strada da percorrere: il modus vivendi. La performance viene documentata con video e foto Polaroid di dimensioni eccezionali, rese possibili grazie all'aiuto dello stesso inventore della tecnica Polaroid, Edwin Land. L'ambientazione è trasformata in una vera e propria macchina fotografica a foro stenopeico[21].
- The Lovers: The Great Wall Walk è la performance che nel 1988 sancisce la separazione tra i due artisti dopo dodici anni di intensa relazione. Dura novanta giorni, il tempo necessario a percorrere l'intera muraglia cinese partendo dagli estremi opposti, per incontrarsi e dirsi addio nel centro esatto[22][23].

### Le opere più recenti
Dopo la separazione da Marina Abramović nel 1988, continua la sua carriera artistica come fotografo di performance in studio; si dedica inoltre a foto di viaggi e ad esperimenti fotografici unici e innovativi come i monumentali Fotogrammi e i Polagrammi.
La serie "Polagram", creata tra il 1990 e il 1993 in uno speciale studio Polaroid a Boston, raccoglie fotografie di grande formato che mostrano solo le tracce sfocate dell'artista che entra letteralmente nella macchina fotografica.
Nel 2005 si impegna principalmente in un grande progetto multimediale il cui punto focale ruota intorno all'acqua, intesa come elemento base della vita; dai ghiacciai, alle nuvole, fino alle bottiglie di minerale, Ulay mette in risalto la bellezza dell'acqua in tutte le sue forme e pone l'accento sul problema delle risorse idriche, oggi drammaticamente a rischio. Il lavoro culmina nel 2012 in Earth Water Catalogue, un database online che raccoglie contributi di artisti da tutto il mondo, accomunati da apprezzamento e rispetto per l'acqua.
Per quanto la sua espressione fotografica sia cambiata dai primi anni settanta, la questione dell'identità rimane centrale nel suo lavoro. In Anagrammatic Bodies del 2015, ricollegandosi ai collage fotografici iconici del 1972, riduce in frammenti la propria immagine per rimontarla con parti fotografiche di altre persone, modelle e attrici, producendo ibridi di genere.

## Ulay nei musei
I suoi lavori, così come la sua collaborazione con Marina Abramović, sono presenti in molte collezioni di importanti istituzioni artistiche di tutto il mondo tra cui: 
- Stedelijk Museum di Amsterdam
- Centre Pompidou di Parigi
- Museum of Modern Art di New York
- Van Abbemuseum di Eindhoven
- Groninger Museum
- Kunstmuseum Bern di Berna
- Moderna Museet di Stoccolma
- Museum of Modern Art di San Francisco
- ZKM di Karlsruhe

## Premi
- 1984: The San Sebastian Video Award
- 1985: The Lucano Video Award
- 1986: The Polaroid Video Award
- 1986: Video Award – Kulturkreis im Verband der Deutschen Industrie
- 2014: Biografilm Festival Bologna, International Celebration of Lives Award[27]